# Svjetionik Punta Brava
Svjetionik Punta Brava (špa. Faro de Punta Brava) poznat i pod imenom Svjetionik Punta Carretas svjetionik je u lučkom dijelu urugvajskog glavnog grada Montevidea, u gradskoj četvrti (barrio) Punta Carretas. Podignut je 1876. godine. Stožasti toranj visok je 21 metar sa svjetlosnim dometom od 18,5 nautičkih milja i svjetlom koje cijeli krug napravi za 5-10 sekundi. To svjetlo je od 1948. godine crveno-zelene umjesto žute boje, kako bi se moglo lakše usmjeriti ribare na okolne otoke, hridi i grebene.
Na svjetioniku žive 3 svjetioničara, koji osim održavanja svjetionika pomažu biolozima, ornitolozima i mariolozima u brojanju morskih životinja, ptica i biljnih vrsta u okolnom moru i na okolnom kopnu.
Urugvajska pošta je 14. ožujka 2000. izdala 4 poštanske markice s motivima urugvajskih svjetionika, među kojima i Punta Brave.

## Vanjske poveznice
|  | Zajednički poslužitelj ima još gradiva o temi Svjetionik Punta Brava |